# Hekeretnebti

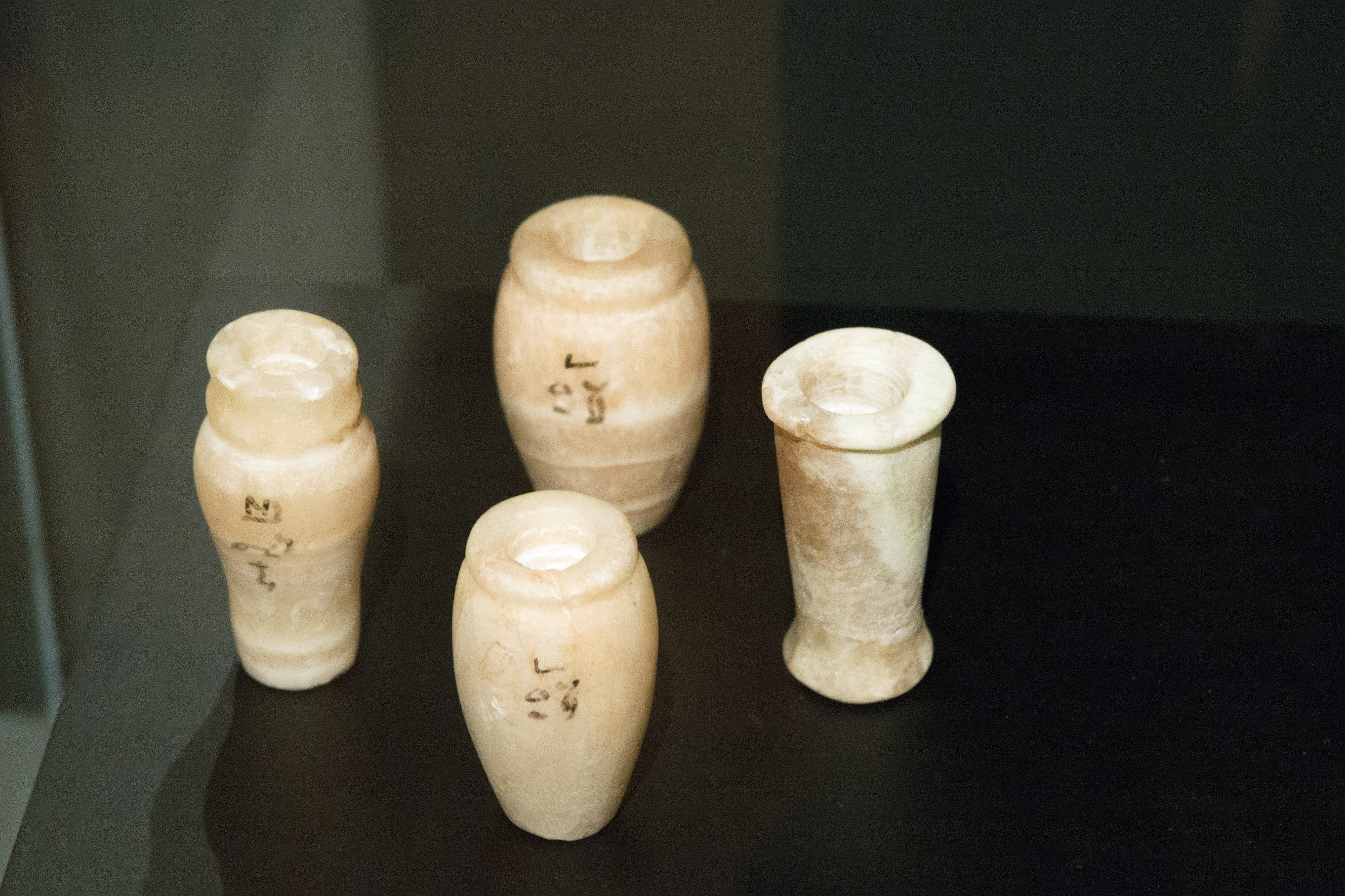
Leletek a sírból

Hekeretnebti ókori egyiptomi hercegnő volt az V. dinasztia idején; Dzsedkaré Iszeszi fáraó egyik lánya.
Abu-Szíri sírjából, a „B” masztabából ismert, amely Niuszerré halotti templomától délkeletre található. Csontváza alapján a hercegnő karcsú, 30-35 év körüli nő lehetett halálakor. Sírjába eredetileg egyedül őt temették, de később bővítették a sírt, hogy ide temessék a hercegnő lányát, Tiszethórt, aki halálakor épp csak elérte a pubertáskort.
Édestestvére volt a közelben eltemetett Hedzsetnebu hercegnő; csontvázuk alapján hasonlítottak egymásra és mindketten egyértelműen Dzsedkaré Iszeszi hozzátartozói voltak. A régészeti bizonyítékok alapján Hekeretnebti sírja készült el elsőként, majd Hedzsetnebu sírja, nem sokkal később pedig Idunak, a királyi gyermekek írnokának sírja.
Hekeretnebti sírja 19 méter hosszú és 15 méter széles; mészkőből és téglából épült. Egyetlen bejárata a keleti oldalon nyílik, innen sorban következnek a helyiségek: egy előkamra, két áldozati helyiség és egy szerdáb, melyben a hercegnő szobra állt. Az áldozati helyiség sietve elkészített díszítése, a durva kialakítású álajtó és a rossz minőségű falfestmények – köztük Hekeretnebti befejezetlen képe, amely a hercegnőt széken ülve ábrázolja, amint vadállatokat néz – azt mutatják, a hercegnő halálára váratlanul került sor. Bár a sírt már az ókorban kifosztották, az ásatás során viszonylag jó állapotban találták, helyenként még a tetőzet is állt. A sír leletei a prágai Náprstek Múzeumban találhatóak.

## Fordítás
- Ez a szócikk részben vagy egészben  a   Kekheretnebti című angol Wikipédia-szócikk ezen változatának fordításán alapul.  Az eredeti cikk szerkesztőit annak laptörténete sorolja fel. Ez a jelzés csupán a megfogalmazás eredetét és a szerzői jogokat jelzi, nem szolgál a cikkben szereplő információk forrásmegjelöléseként.